# شهرستان اشکذر
شهرستان اشکذر یکی از شهرستان‌های استان یزد است. مرکز این شهرستان، شهر اشکذر می‌باشد.

## تغییر نام
در سال ۱۳۹۲ هیئت وزیران بنا به پیشنهاد وزارت کشور و به استناد ماده ۱۳ قانون تعاریف و ضوابط تقسیمات کشوری (مصوب ۱۳۶۲)، تغییر نام شهرستان صدوق به شهرستان اشکذر را مورد تصویب قرار داد.

## جمعیت
بنابر سرشماری مرکز آمار ایران، جمعیت در سال ۱۳۹۵ حدود ۳۲٬۵۵۶ نفر بوده است.

## تقسیمات کشوری
- بخش مرکزی شهرستان اشکذر
  - دهستان رستاق

شهرها: اشکذر، مجومرد
- بخش خضرآباد
  - دهستان کذاب

شهرها: خضرآباد

## آثار دیدنی
برخی از آثار برجسته تاریخی اشکذر:
- آسیاب آبی اشکذر
- مسجد حاجی رجبعلی اشکذر
- خانه نداف زاده
- حمام توده
- حسینیه سفید اشکذر
- مسجد ریگ مجومرد
- موزه مردم‌شناسی (حمام باغستان) اشکذر
- آب انبار فیروزآباد
- سرو هزار ساله اشکذر
- باغ وزیر حجت آباد
- سلطان بندرآباد
- قلعه همت‌آباد
- خانه ابراهیمی اشکذر
- مسجد جامع فیروزآباد